# Levente Páll
Levente Páll (auch Pall) (* 24. Februar 1985 in Szeklerburg) ist ein aus Siebenbürgen  stammender ungarischer (szekler) Opernsänger (Bass), der ebenso die deutsche und die rumänische Staatsbürgerschaft besitzt.
Páll studierte an der Universität für Musik und darstellende Kunst Wien sowohl bei Marjana Lipovšek und Franz Lukasovsky Gesang, Lied und Oratorium als auch Bratsche. Später wechselte er an die Hochschule für Musik und Theater Hamburg zu Renate Behle und konzentrierte sich dort auf Gesang. Als Preisträger zahlreicher Gesangswettbewerbe war er 2014 auch Finalist beim Concours Reine Elisabeth in Brüssel. Zu seinen Auszeichnungen gehören der Gesangswettbewerb Musica Sacra in Rom, der Liedwettbewerb der Petyrek-Lang-Stiftung und der isaOpera Gesangswettbewerb in Wien. Auch wurde ihm der Lions-Gesangswettbewerb Gut Immling zuteil, wo ihm zudem der „Mozart-Sonderpreis“ verliehen wurde.
2010 bis 2012 war Páll Mitglied im Opernstudio der Staatsoper Hamburg und debütierte 2013 in der Titelrolle von Le nozze di Figaro in Magdeburg. Weitere Auftritt absolvierte er als König Heinrich in Lohengrin in Montpellier, als Erster Soldat in Salome am Royal Opera House Covent Garden in London. In Die Meistersinger von Nürnberg verkörperte er während der Salzburger Osterfestspiele den Bäcker Fritz Kothner und in St. Gallen und Bregenz den Osmin in Die Entführung aus dem Serail. Am Staatstheater am Gärtnerplatz ist er seit der Spielzeit 2016/17 festes Ensemblemitglied. Als Bratschist spielte er in Orchestern wie den Wiener Symphonikern.